# Верхние Ключи (Забайкальский край)
Верхние Ключи — село в Нерчинском районе Забайкальского края России. Административный центр сельского поселения «Верхнеключевское».

## География
Село находится в юго-восточной части района, на левом берегу реки Шилки, вблизи места впадения в неё реки Алеурской, на расстоянии примерно 11 километров (по прямой) к востоку от города Нерчинска. Абсолютная высота — 477 метров над уровнем моря.
Климат
Климат характеризуется как резко континентальный, с продолжительной холодной зимой. Средняя температура самого тёплого месяца (июля) составляет 18 — 20 °С (абсолютный максимум — 38 °С). Средняя температура самого холодного месяца (января) — −28 — −30 °С (абсолютный минимум — −54 °С). Годовое количество осадков — 300—350 мм. Продолжительность безморозного периода составляет 100—110 дней.
Часовой пояс
Село Верхние Ключи находится в часовой зоне МСК+6. Смещение применяемого времени относительно UTC составляет +9:00.

## История
Основано в первой половине XVIII века каторжанами, определёнными в эти места на поселение. До Октябрьской революции действовала приходская школа. В 1929 году, в ходе коллективизации, был организован колхоз «Большевик».

## Население
| 1989 | 2002 | 2010 | 2021 |
| ---- | ---- | ---- | ---- |
| 547  | ↘414 | ↘388 | ↘324 |

Половой состав
По данным Всероссийской переписи населения 2010 года в гендерной структуре населения мужчины составляли 49,7 %, женщины — соответственно 50,3 %.
Национальный состав
Согласно результатам переписи 2002 года, в национальной структуре населения русские составляли 99 % из 413 чел.

## Инфраструктура
В селе функционирует средняя начальная школа — детский сад.

## Улицы
Уличная сеть села состоит из четырёх улиц.